# Bernadotte (fursteätt)
Bernadotte är en belgisk adelsätt med furstlig och grevlig värdighet. Stamfadern är prins Carl, hertig av Östergötland som avsade sig sina kungliga titlar när han gifte sig med en kvinna utan kunglig börd. Därefter var han känd som enbart herr Carl Bernadotte men upphöjdes den 6 juli 1937 till furstligt stånd av sin svåger, belgiernas konung Leopold III, med titeln prins Bernadotte. Hans avkommor tilldelades samma namn fast med grevlig värdighet. Ätten utgick på svärdssidan 2003 med prinsen själv.

## Vapensköld
Ättens vapensköld har inslag av vapnen tillhörande Östergötland och Ponte Corvo.

### Blasonering
| ” | Sköld: kvadrerad och med hjärtsköld: I. och IV. i fält av guld ett avslitet, svart lejonhuvud med röd beväring: II. och III. rött fält en upprest grip av guld med drakvinge och draksvans samt med blå beväring, i fältets alla hörn åtföljd av en ros av silver. Hjärtsköld: i blått fällt en från en av en vågskura bildad stam av silver uppskjutande, krenelerad bro av silver i tre spann, med två krenelerade torn, åtföljd över denna av en på en åskvigg sittande örn av guld med sänkta vingar, ovantill åtföljd av sju femuddiga stjärnor av guld, ordnade i form av Karlavagnen. På skölden vilar en belgisk furstekrona. | „ |

## Ättens medlemmar
- Carl Bernadotte, prins Bernadotte (1911–2003). Gift första gången 1937–1951 med grevinnan Elsa von Rosen, andra gången 1954–1962 med Ann Larsson och tredje gången från 1978 med Kristine Rivelsrud.
  - Madeleine Kogevinas, grevinna Bernadotte (född 1938).[1]